# Diocesi di Shimoga
La diocesi di Shimoga (in latino Dioecesis Shimogaënsis) è una sede della Chiesa cattolica in India suffraganea dell'arcidiocesi di Bangalore. Nel 2022 contava 18.100 battezzati su 5.549.000 abitanti.

## Territorio
La diocesi comprende i distretti civili di Shimoga, Chitradurga e Davanagere nello stato indiano del Karnataka.
Sede vescovile è la città di Shimoga, dove si trova la cattedrale del Sacro Cuore di Gesù. A Harihar sorge la basilica minore di Nostra Signora della Salute.
Il territorio è suddiviso in 21 parrocchie.

## Storia
La diocesi è stata eretta il 14 novembre 1988 con la bolla Id spectantes di papa Giovanni Paolo II, ricavandone il territorio dall'arcidiocesi di Bangalore e dalla diocesi di Chikmagalur.

## Cronotassi dei vescovi
Si omettono i periodi di sede vacante non superiori ai 2 anni o non storicamente accertati.
- Ignatius Paul Pinto † (14 novembre 1988 - 10 settembre 1998 nominato arcivescovo di Bangalore)
- Gerald Isaac Lobo (3 dicembre 1999 - 16 luglio 2012 nominato vescovo di Udupi)
- Francis Serrao, S.I. (19 marzo 2014 - 15 agosto 2025 nominato vescovo di Mysore)

## Statistiche
La diocesi nel 2022 su una popolazione di 5.549.000 persone contava 18.100 battezzati, corrispondenti allo 0,3% del totale.
| anno | popolazione | popolazione | popolazione | presbiteri | presbiteri | presbiteri | presbiteri                | diaconi | religiosi | religiosi | parrocchie |
| anno | battezzati  | totale      | %           | numero     | secolari   | regolari   | battezzati per presbitero | diaconi | uomini    | donne     | parrocchie |
| ---- | ----------- | ----------- | ----------- | ---------- | ---------- | ---------- | ------------------------- | ------- | --------- | --------- | ---------- |
| 1990 | 22.260      | 3.433.115   | 0,6         | 22         | 21         | 1          | 1.011                     |         | 1         | 110       | 16         |
| 1998 | 25.102      | 4.222.779   | 0,6         | 37         | 28         | 9          | 678                       |         | 10        | 157       | 24         |
| 2001 | 24.301      | 4.499.804   | 0,5         | 40         | 30         | 10         | 607                       |         | 10        | 155       | 22         |
| 2002 | 24.508      | 4.510.024   | 0,5         | 46         | 36         | 10         | 532                       |         | 10        | 166       | 20         |
| 2003 | 24.725      | 4.639.515   | 0,5         | 61         | 43         | 18         | 405                       |         | 18        | 170       | 24         |
| 2004 | 20.506      | 7.346.000   | 0,3         | 59         | 42         | 17         | 347                       |         | 17        | 184       | 24         |
| 2010 | 21.006      | 7.822.000   | 0,3         | 70         | 43         | 27         | 300                       |         | 31        | 232       | 21         |
| 2014 | 19.447      | 5.432.000   | 0,4         | 78         | 44         | 34         | 249                       |         | 37        | 223       | 22         |
| 2017 | 19.014      | 5.645.380   | 0,3         | 81         | 46         | 35         | 234                       |         | 35        | 222       | 22         |
| 2020 | 18.498      | 5.737.600   | 0,3         | 84         | 43         | 41         | 220                       |         | 41        | 227       | 21         |
| 2022 | 18.100      | 5.549.000   | 0,3         | 90         | 47         | 43         | 201                       |         | 43        | 222       | 21         |